# Gavin Rossdale
Gavin McGregor Rossdale (* 30. Oktober 1965 in London) ist ein britischer Musiker, Songwriter und Frontman der Rockband Bush.

## Leben
Gavin Rossdale wurde im Londoner Stadtteil Kilburn geboren. Seine Eltern Barbara Stephan und Douglas Rossdale (ein Arzt mit russisch-jüdischer Herkunft) ließen sich scheiden, als er elf Jahre alt war. Er wuchs bei seinem Vater und einer Tante auf, nachdem seine Mutter erneut heiratete und nach Kalifornien zog. Rossdale hat eine ältere Schwester, Lorraine, und eine jüngere, Soraya.
Von Lorraines Freund – aus der Band The Nobodyz – lernte Rossdale zunächst Bass zu spielen, wechselte aber kurz darauf das Instrument und wurde Rhythmusgitarrist. Nachdem er mit 17 die Westminster School verlassen hatte, begann Rossdale semiprofessionell Fußball zu spielen. Auf Grund einer Verletzung musste er jedoch mit dem Sport aufhören und gründete die Band Midnight (ehemals Little Dukes). Sie veröffentlichten einige Singles, jedoch ohne erwähnenswerten Erfolg. Im Jahr 1991 zog Rossdale für sechs Monate nach Los Angeles, ohne eine Wohnung oder einen Job zu haben. Also lebte er, wo er konnte und arbeitete da, wo man ihn nahm (u. a. als Produktionsassistent für Musikvideos). Bevor er nach England zurückkehrte, verbrachte Rossdale noch einige Zeit in New York. Wieder in England begann er damit, eine neue Band zu gründen. Er schloss sich mit seinem zukünftigen Manager Dave Dorrell zusammen, den er in Los Angeles kennengelernt hatte und gründete 1992 die Band Future Primitive. Nach einigen Besetzungswechseln benannten sie sich um in Bush und veröffentlichte 1994 das Album Sixteen Stone.
Gavin Rossdale heiratete am 14. September 2002 Sängerin Gwen Stefani. Das Paar hat drei Söhne: Kingston James McGregor Rossdale (* 26. Mai 2006), Zuma Nesta Rock Rossdale (* 21. August 2008) und Apollo Bowie Flynn Rossdale (* 28. Februar 2014). Im August 2015 reichte Stefani die Scheidung „wegen unüberbrückbarer Differenzen“ ein. Von 2017 bis 2018 war Rossdale mit dem deutschen Model Sophia Thomalla liiert.
Im Jahr 2004 wurde bekannt, dass Rossdale der Vater seines Patenkindes Daisy Lowe ist. Daisy Lowe kam 1989 nach einer Beziehung mit Pearl Lowe auf die Welt.

## Karriere

### Bush
Rossdale ist Sänger, Gitarrist und Komponist bei Bush. Ihr erstes Album Sixteen Stone war ein großer Erfolg und machte die Band quasi über Nacht zu Stars. Bush wurde zu dem Zeitpunkt jedoch nicht richtig ernst genommen, da man die britische Band besonders in den USA nur als Nachahmer erfolgreicher Grunge-Bands wie z. B. Nirvana, Pixies oder Pearl Jam wahrnahm. Einige Kritiker behaupteten damals sogar, dass Rossdale versuche, die Stimme des Nirvana-Sängers Kurt Cobain zu imitieren. Dennoch wurde die Band in den USA (im Gegensatz zu Europa) zu Superstars. In Europa gelang ihnen erst mit den Singles Glycerine und Swallowed der Durchbruch. Swallowed erreichte Platz 7 in den britischen Charts. Ein Wechsel der Plattenfirma und interne Streitigkeiten taten der Band nicht gut, und so kam es 2002 zur nie offiziell bekannt gemachten Trennung der Band. Im Jahr 2010 kam es zu einer Reunion von Bush mit einigen Auftritten und einem neuen Album.

### Nach Bush
2002 nahm Rossdale das Lied Adrenaline für den xXx-Soundtrack auf. Der Song war ebenfalls das Titellied für die World Wrestling Entertainment (WWE) Großveranstaltung Unforgiven im September 2002.
Im gleichen Jahr nahm Rossdale den Song The Current mit der Blue Man Group auf. Dieser Song ist auf dem Soundtrack des Films Terminator 3 enthalten.
Im Jahr 2004, zwei Jahre nach der Trennung von Bush, gründete Rossdale die Band Institute. Am 13. September 2005 erschien ihr erstes Album Distort Yourself, das die Single Bullet-Proof Skin enthielt, die im Soundtrack des Films Stealth vorkommt.
2008 meldete sich Gavin Rossdale mit seinem Solodebüt-Album WANDERlust (erschien am 3. Juni 2008) und neuer Tour wieder zurück. Die erste Single-Auskopplung Love Remains the Same war Teil des Soundtracks zum Film Das Lächeln der Sterne (Originaltitel: Nights in Rodanthe) mit Diane Lane und Richard Gere.
2010 hat er mit der finnischen Cello-Rockband Apocalyptica den Titel End of Me aufgenommen, der als erste Single aus dem Apocalyptica-Album 7th Symphony veröffentlicht wurde. Im selben Jahr spielte er zusammen mit Carlos Santana den Titel Get It On, der im Original von T. Rex stammt, für Santanas Album Guitar Heaven neu ein.

### Filmkarriere
- 2001: Zoolander
- 2003: The Mayor of Sunset Strip
- 2004: Die Ex-Freundinnen meines Freundes (Little Black Book)
- 2005: Constantine
- 2005: The Game of Their Lives
- 2007: How to Rob a Bank (How to Rob a Bank (and 10 Tips to Actually Get Away with It))
- 2009: Frost Flowers
- 2009: Criminal Minds (Fernsehserie, Folge 5x07)
- 2011: Burn Notice (Fernsehserie, Folge 5x08)[4]
- 2013: The Bling Ring
- 2014: Hawaii Five-0 (Fernsehserie, Folge 5x07)
- 2021: Habit

## Diskografie

### Alben
- 2005: Distort Yourself
- 2008: Wanderlust

### Singles
- 2002: Adrenaline – Soundtrack zu ‚XXX‘
- 2007: Can’t Stop the World
- 2008: Love Remains the Same – Soundtrack zu ‚Das Lächeln der Sterne‘
- 2010: End of Me (Apocalyptica feat. Gavin Rossdale)

## Trivia
- Auf Grund seiner Herkunft als Absolvent der Westminster School, der Tatsache, dass Bush als bloße Nachahmer der amerikanischen Grungebands gesehen wurden, sowie seines Aussehens („Posterboy des Grunge“) musste Rossdale von Beginn seiner Karriere mit Glaubwürdigkeitsproblemen kämpfen. So stand neben seinem Foto auf dem Cover der Zeitschrift Rolling Stone im April 1996: “Three million albums, five hit singles – Why won’t anyone take Gavin Rossdale seriously?” (deutsch: „Drei Millionen (verkaufte) Alben, fünf Hitsingles – warum wird Gavin Rossdale nicht ernstgenommen?“).[5]
- Rossdale wurde in zwei amerikanischen Fernsehserien erwähnt:
In Buffy – Im Bann der Dämonen ist in der achten Folge der zweiten Staffel die Antwort der Hauptperson, einer High-School-Schülerin, auf die Frage, wo sie im Moment lieber wäre als in der Schule: “… a beach, but not one of those American beaches, one of those island beaches where the water’s way too blue, and I’m laying on my towel, and it’s just before sunset, and Gavin Rossdale’s massaging my feet.” (dt. etwa: „an einem Strand, nicht in den USA, sondern an einem dieser Inselstrände, an denen das Wasser unwirklich blau ist – ich liege auf einem Handtuch, die Sonne geht gleich unter, und Gavin Rossdale massiert mir die Füße“).
Die zwölfte Folge der sechsten Staffel der Fernsehserie Gilmore Girls trägt im Original den Titel Just Like Gwen and Gavin. Grund ist die Lebenssituation einer der Protagonistinnen, die diese selbst mit der von Gwen Stefani vergleicht, da beide zu einem späten Zeitpunkt in ihrer Beziehung von einer Tochter ihres Partners erfahren, der von dieser in beiden Fällen ebenfalls erst nach Jahren erfuhr.